# Philippe Manoury

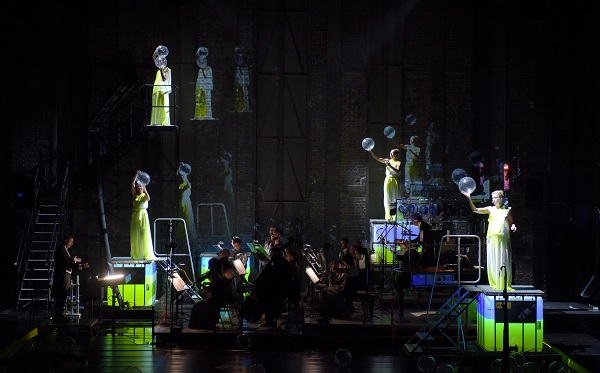
L'opera Kein Licht, produzione Opéra Comique 2017

Philippe Manoury (Tulle, 19 giugno 1952) è un compositore e docente francese.

## Biografia
Manoury nacque a Tulle ed iniziò gli studi di composizione all'Ecole Normale de Musique de Paris con Gérard Condé e Max Deutsch. Continuò i suoi studi dal 1974 al 1978 al Conservatoire de Paris con Michel Philippot, Ivo Malec e Claude Ballif. Nel 1975 intraprese studi di composizione assistita da computer con Pierre Barbaud e nel 1980 entrò a far parte dell'IRCAM come compositore e ricercatore di musica elettronica. Dal 2004 al 2012 Manoury è stato membro della facoltà di composizione dell'Università della California, a San Diego, dove, nel programma di laurea, ha insegnato composizione, musica elettronica e analisi. Dopo essersi ritirato dall'insegnamento all'UCSD, attualmente vive a Strasburgo, in Francia.

## Musica
Il lavoro di Manoury è fortemente influenzato da Pierre Boulez, Karlheinz Stockhausen e Iannis Xenakis e le sue prime opere dal 1972 al 1976 combinano il puntualismo seriale con gli elementi densamente concentrati caratteristici della musica di Stockhausen e Xenakis e dei dipinti di Jackson Pollock. Opere come Sound e Fury sono interessanti per l'uso della composizione assistita da computer. Sound and Fury utilizza anche un'orchestra molto grande, che è disposta simmetricamente e fa un uso piuttosto esteso degli effetti spaziali sinistra-destra.
Sin dagli anni '80, Manoury è stato strettamente associato al ricercatore americano di computer Miller Puckette, prima all'IRCAM e successivamente all'UCSD. Le serie di lavori Sonus ex machina, sviluppate in collaborazione con Puckette, sono tra le prime a utilizzare l'elaborazione del segnale audio in tempo reale e Pluton, il suo pezzo del 1988, è stata la prima composizione in assoluto con l'innovativo software Max di Puckette.
La sua Abgrund-pour grand orchestre è stata commissionata dall'Opera di Stato della Baviera insieme all'Orchestre symphonique de Montréal e rappresentata in prima esecuzione dall'Orchestra di Stato della Baviera il 26 novembre 2007. È stata descritta come "un'opera che non disturberà né infastidirà [.. .] una piacevole e forse innocua serie di semi-punti culminanti dissonanti, piccoli sobbalzi e fasi di riposo: ha un effetto corroborante, è facile concentrarsi su di essa... ". In essa "Manoury [...] conosce misericordiosamente come usare [l'abbondanza di strumenti a percussione] in modi molto più discriminanti di quanto i suoi contemporanei si sentano obbligati ad una bongo-frenesia dopo l'altra". "Philippe Manoury ha centrato il giusto mix tra superficiale e profondo, melodico e dissonante, placante e stridente, stasi e progresso, semplicità e complessità. Il regime costante di rincorsa—fermata—contrazione—esplosione—rilassamento potrebbe non essere del tutto nuovo, ma ha pagato dividendi [in 'Abgrund']".

## Libri
- Manoury, Philippe. 1998. La note et le son: Écrits et entretiens, 1981-1998, con una prefazione di Danielle Cohen-Levinas. Musique et musicologie: Les dialogues. Paris: L'Harmattan. ISBN 2-7384-6985-X
- Manoury, Philippe. 2001. Entretiens avec Daniela Langer. Paris : Musica falsa. ISBN 2-9512386-3-0

## Composizioni selezionate

### Opere
- 60e parallèle per 9 cantanti, grande orchestra ed elettronica (1995-96)
- K… (2001)
- La frontière, opera da camera per 6 cantanti, 9 strumenti ed elettronica (2003)
- La nuit de Gutenberg, opera in un prologo e 12 scene. Presentata in anteprima all'Opéra National du Rhin, Strasburgo, il 24 settembre 2011
- Kein Licht (2017)[4]

### Orchestra
- Numéro huit, op. 8 (1980, rimaneggiata nel 1987)
- Pentaphone, 5 Pieces per grande orchestra, op. 24 (1993)
- Prelude and Wait (1995)
- Sound and Fury (1999)

### Concerti
- Echo-Daimónon, per pianoforte, elettronica e grande orchestra (2011-12)
- Bref Aperçu sur l'Infini per violoncello e orchestra (2015)

### Camera
- Numéro cinq per piano e 13 strumenti, op. 5 (1976)
- Instantanés (1983)
  - Version La Rochelle, op. 10a (1983)
  - Version étude, op. 10b (1983)
  - Version Baden-Baden, op. 10c (1985)
- La Partition du ciel e de l’enfer, op. 19 (1989)
- Passacaille pour Tokyo per piano e 17 strumenti (1994)
- Fragments pour un portrait, 7 Pieces per ensemble di 30 strumenti (1998)
- Épitaphe per 7 strumenti, op. 29 (1995)
- Portrait of the Artist as a Young Man per 10 strumenti (2004)
- Identités remarquables per 23 strumenti (2005)
- Strange Ritual per 21 strumenti (2005)
- Focus (1973)
- Le tempérament variable (1978)
- String Quartet, op. 6 (1978)
- Musique I per 2 arpe, chitarra, mandolino e 2 percussionisti (1986)
- Musique II per 7 ottoni (2.2.2.1) e 2 marimbas, op. 14 (1986)
- Petit aleph (1986)
- Solo de vibraphone (1986)
- Le livre des claviers, Sei pezzi per 6 percussionisti (1987)
- Deux mélodies (1988)
- Michigan Trio per clarinetto, violino e piano (1992)
- Gestes per trio d'archi (1992)
- Métal per sestetto di sixxen (1995) [5]
- Ultima per clarinetto, violoncello e piano (1996)
- Last per clarinetto basso e marimba bassa (1997)
- Stringendo per quartetto d'archi (2010)
- Tensio per quartetto d'archi (2010)
- Chaconne per violoncello solista e 6 violoncelli (2015)

### Elettronica live
- Zeitlauf per coro, 14 strumenti e electronics, op. 9 (1982)
- Jupiter per flute e elettronica dal vivo, op. 15a (1987, rimaneggiata nel 1992)
- Pluton per piano e elettronica dal vivo (1988, rimaneggiata nel 1989)
- Neptune per 3 percussionists e elettronica dal vivo, op. 21 (1991)
- En écho per soprano e elettronica dal vivo (1993–1994); parole di Emmanuel Hocquart
- Partita I per viola e elettronica dal vivo (2006)

### Pianoforte
- Sonata for 2 pianos (1972, rimaneggiata nel 1994)
- Cryptophonos (1974)
- Puzzle (1975)
- Toccata (1998) dalla « Passacaille pour Tokyo »
- La ville (…Première sonate) (2001–2002)
- Veränderungen (…Deuxième sonate…) (2007)

### Voce

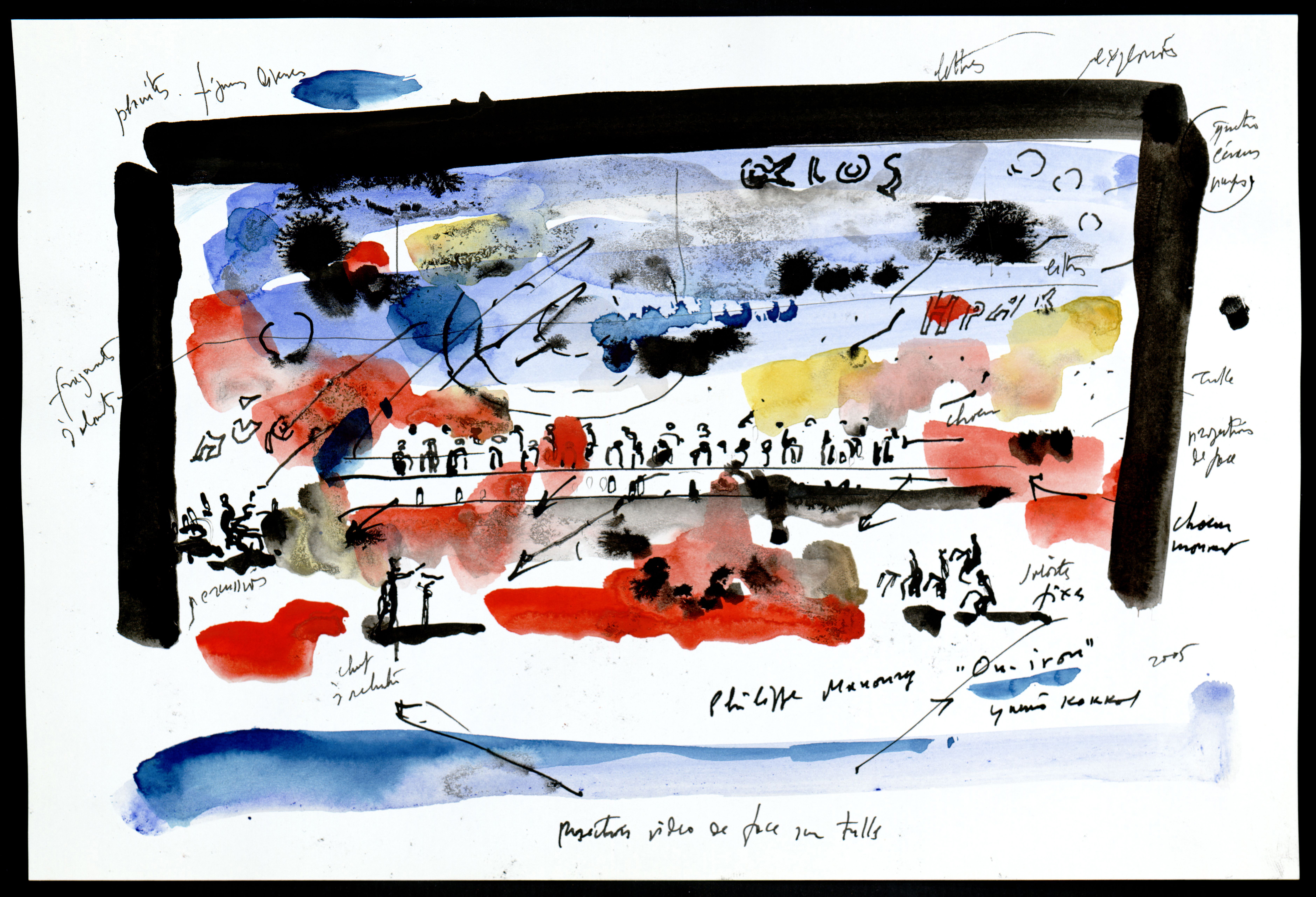
Bozzetto di Philippe Manoury per On-iron (2005). Archivio Storico Ricordi.

- Aleph per 4 cantanti e orchestra (1985–87)
- Xanadu per soprano e clarinetto (1989); parole di Samuel Taylor Coleridge
- Chronophonies I and II per mezzosoprano, baritono-basso e grande orchestra (1994)
- Douze moments per mezzosoprano e grande orchestra (1998)
- Slova per coro (2001–2002)
- Fragments d'Héraclite per coro (2003)
- Noon per soprano, coro, grande orchestra ed elettronica (2003)
- Blackout,  Melodrama per contralto e 13 strumenti (2004)
- On-iron per coro, elettronica e video (2005)

## Discografia
- "Fragments pour un portrait" – Ensemble Intercontemporain, Kairos, 0012922KAI, 2009[6]
- Quatuor à cordes – Quatuor Arditti MFA, Harmonia Mundi, C 5139, 1984
- Cryptophonos – Claude Helffer (pno) MFA Harmonia Mundi, C 5172, 1986
- Petit Aleph – Pierre-André Valade (Flute), ADDA, 581 075, 1988
- Zeitlauf – Groupe Vocal de France, Ensemble Intercontemporain, Direttore d'orchestra Peter Eotvös, Erato, ECD, 75552, 1990
- Le livre des claviers – Les percussions de Strasbourg, Philips Classics, 444 218-2, 1993
- Epitaphe – Ensemble FA, Direttore d'orchestra Dominique My, MFA 216007, 1995
- Jupiter and La Partition du Ciel et de l'Enfer – Sophie Cherrier (flute) and Ensemble Intercontemporain. Direttore d'orchestra Pierre Boulez. In Compositeurs d'aujourd'hui, Adès, 206 062, 1996
- Pluton – Ilmo Ranta, piano, Technique Ircam Ondine Records, ODE 888-2, 1996
- 60ème parallèle – Orchestre de Paris, Direttore d'orchestra David Robertson, Naxos 8.554249/50, 1997
- En écho and Neptune – Donatienne Michel-Dansac (soprano); Roland Auzet, Florent Jodelet e Eve Payeur (percussioni), Technique Ircam ACCORD, 465 526-2, 1998
- Complete Chamber Music – Ensemble Accroche Note, Assai 222052, 2002

## Riconoscimenti
- 2014: Titolo di ufficiale dell'Ordine delle arti e delle lettere, Francia[7]
- 2016: Premio Fedora Rolf Liebermann per l'Opera Lirica per Kein Licht[8]